# حارشة كولومبية
حارشة كولومبية (الاسم العلمي: Psorophora columbiae) هي نوع من الحشرات تتبع جنس الحارشة من فصيلة البعوضيات.